# Talp de cua peluda
El talp de cua peluda (Parascalops breweri) és un tàlpid nord-amèrica de mida mitjana. És l'únic membre del gènere Parascalops. Se'l troba en zones boscoses i obertes amb sòls poc compactes de l'est del Canadà i el nord-est dels Estats Units.
Té un pelatge de color gris fosc amb les parts inferiors més clares, un nas puntat i una curta cua peluda. Mesura uns 15 cm de llarg, incloent-hi la cua de 3 cm i pesa uns 55 g. Les seves potes anteriors són amples i tenen forma de pala, estant especialitzades per excavar. Té 44 dents. Té els ulls coberts de pèl i les orelles no són externes. Té peus i un musell de color rosat que es van tornant blancs a mesura que envelleix l'animal.
Aquest tàxon fou anomenat en honor del naturalista i ornitòleg estatunidenc Thomas Mayo Brewer.